# IJzeren voorraad
Met ijzeren voorraad wordt de minimale voorraad aangeduid die altijd aanwezig is in een bedrijf om te kunnen produceren. De ijzeren voorraad wordt boekhoudkundig niet tot de vlottende activa maar tot de vaste activa gerekend, als de voorraad tenminste is vastgesteld. Bij de meeste ondernemingen is de voorraad niet opgedeeld in ijzeren en 'courante voorraad'.
De voorraad heeft als doel om productie- of levertempo en het verbruikstempo van goederen op elkaar af te stemmen. Zo kan men supermarkten als een voorraad zien waar de klant direct uit kan putten. Iedere individuele klant zal aan de hand van een ingeschat verbruikstempo zijn eigen voorraad inkopen, genoeg voor een aantal dagen.

## Voorraadhoogtebepaling
Voorraadhoogten dienen te worden berekend om zodoende niet te veel of te weinig producten op voorraad te hebben.
Bij de vaststelling van de voorraadhoogte spelen de volgende variabelen een belangrijke rol:
- Voorraadkosten per tijdseenheid, per eenheid product
- Levertijd (incl. tijd in het veem)
- Transportkosten (aanvoer)
- Opslagcapaciteit
- Verbruik (verwacht)
- Houdbaarheid van de goederen
- Minimale ordergrootte
- Bestelkosten (maken van een bestelling maar ook de controle en de betaling van de factuur)
- Verpakkingseenheden
- Productiecapaciteit